# (500081) 2011 WJ148
(500081) 2011 WJ148 es un asteroide perteneciente al cinturón de asteroides, descubierto el 24 de noviembre de 2011 por el equipo del Spacewatch desde el Observatorio Nacional de Kitt Peak, Arizona, Estados Unidos.

## Designación y nombre
Designado provisionalmente como 2011 WJ148.

## Características orbitales
2011 WJ148 está situado a una distancia media del Sol de 2,217 ua, pudiendo alejarse hasta 2,460 ua y acercarse hasta 1,975 ua. Su excentricidad es 0,109 y la inclinación orbital 5,362 grados. Emplea 1206,41 días en completar una órbita alrededor del Sol.

## Características físicas
La magnitud absoluta de 2011 WJ148 es 18,4.